# 17-Mile Drive
La 17-Mile Drive est une route américaine formant une boucle entre Pacific Grove et Pebble Beach, dans le comté de Monterey, en Californie. 

## Situation et accès
Cette route touristique dessert plusieurs points de vue panoramiques le long de la côte de la péninsule de Monterey, notamment celui qui donne sur le Lone Cypress. Elle permet également d'accéder au Lodge at Pebble Beach.

## Origine du nom
Le nom « 17-Mile Drive » vient de la longueur de cette route panoramique : elle mesure 17 miles.

## Historique
En 1602, la péninsule de Monterey a été cartographiée par des explorateurs espagnols. 
La route est construite par la Pacific Improvement Company (PIC), consortium constitué par le Big Four des chemins de fer américains (Leland Stanford, Collis P. Huntington, Mark Hopkins, Charles Crocker), et mise en service en 1892. 